# Carl Andre
Carl Andre (Quincy, Massachusetts, 1935. szeptember 16. – 2024. január 24.) amerikai minimalista szobrász.
Constantin Brâncuși hatása alatt kezdte működését. Redukciós szemlélete az ötvenes-hatvanas évek irányzatainak a megismerése után jött létre. Frank Stella korai művei voltak rá a legnagyobb hatással, amikor a műtermében dolgozott. 1958-ban találkozott Frank Stellával.

## Egyenlőségeksorozat
1966-ban készített teljesen egyforma tűzálló téglákat halmozott fel változatos konfigurációkban. A sorozat címe Egyenlőségek (Equivalents) volt. A 120-as számot használta a kompozíció kulcsául. A téglát nyolc variációban rendezte el. A kritikus reakciója az 1966-os műre a következő volt:
„A minimalizmusnak nevezett mozgalom visszatekintve az utóbbi két évtized meghatározó esztétikai tendenciáját erősítette meg és az egyik legjelentősebb indítvány a modern műalkotás eszméjének megújítására. Ez az érzés fogott el, amikor 1966-ban Nagy Tibor galériájába léptem (New York) és néhány téglát láttam a földön. Azt gondoltam, hogy még nincsen kész, megfordultam, hogy elmenjek. Akkor azonban egy újabb gondolat megállított. Mi van akkor, ha ez műtárgy? Ritkán vágyakoztam ilyen gyönyörűséggel a válasz reményében arra, hogy megtudjam, amit aztán a galéria munkatársa közölt. Igen, itt Carl André kiállításának darabjai láthatók.”
André a vízszintességet tette meg szobrainak legfontosabb tartalmává, ez vált először teljes szigorúsággal világossá az Egyenlőségekben.
Minden következő André-műben és a hatvanas évek során létrehozott szoborművében a szobor anyaga, teste, tagolása, rendszere és a horizont kapcsolatának a feldolgozása szerepel.
André szerint szoborművei a „világ nyelv előtti megértésének” törekvéseivel színezettek, hangsúlyosan az anyag egyfajta bemutatási módjaként is értelmezhetőek. „A művészet nagysága abban van, hogy összeköttetést létesít az anyagi és szellemi világ között. És fordítva: a műtárgy nem létezhet anélkül, aki csinálta. Teljesen belső síkra helyezni a művészetet, ez annyit jelent, hogy megfosztjuk magunkat az örömtől. Az én alapvető igényem: behatolni a világba és nem szellemi menedékek építgetése.”
- 64 acéllap: 1967-ben készítette André az első, később nagyszámú variációban megvalósított fémlap szobrát. A szakboltban kapható vaslap (1 × 20,3 × 20,3 cm), mint valamiféle szőnyeglapdarab került a padlóra, 8 x 8-as elrendezésben. Ezek a lapok vonzzák a nézőt, hogy sétáljanak rajtuk. A nézőnek pedig fel kell tennie a kérdést, „ha ez műtárgy, akkor szabad rálépnem?”. Bármi is a válasz, az bizonyos, hogy a szobor koncepcióját jelentősen befolyásolta ez a műtípus, olyan elsajátítási gyakorlatot követelt, amit még egyetlen műtárgy sem kísérelt meg, lábbal felmérni és szemmel rögzíteni egy plasztikai tér és alakzat felülnézeti és horizontális minőségét.